# 마쓰다이라 무네나가
마쓰다이라 무네나가(일본어: 松平宗長, 1687년 ~ 1709년 12월 20일)는 에도 시대 중기의 다이묘이다. 에치젠 다카모리번 초대 번주를 지냈다. 마쓰다이라 스케토시의 차남으로 태어났다.
| 전임 마쓰다이라 요리모토 | 제1대 다카모리번 번주 (혼조 마쓰다이라가) 1705년 ~ 1709년 | 후임 마쓰다이라 무네히사 |